# Capitulatie (belofte)

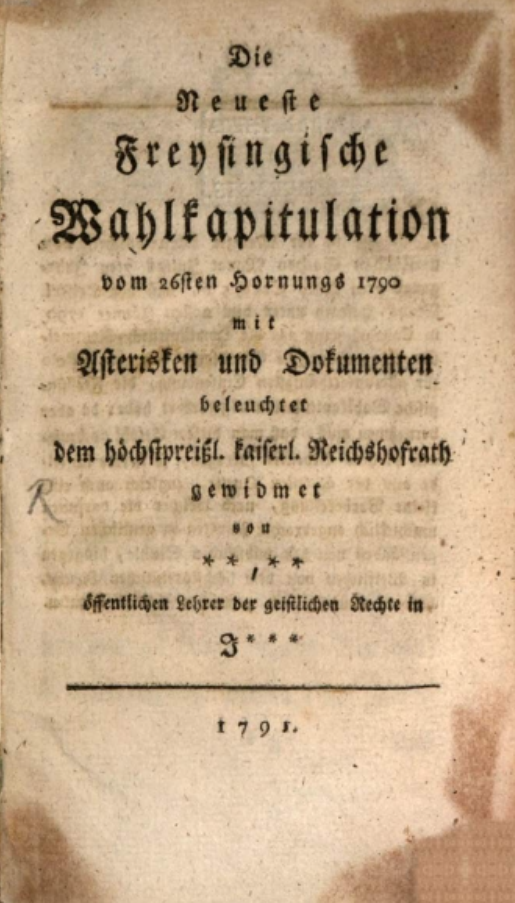
Titelpagina van de 'Wahlkapitulation' die in 1790 werd ondertekend door Joseph Conrad van Schroffenberg-Mös, de laatste prins-bisschop van Freising. Deze gedrukte versie van de originele handgeschreven capitulatie werd uitgegeven in 1791.

Een capitulatie is een belofte van een kandidaat om na zijn verkiezing te zullen voldoen aan een reeks voorwaarden die voorafgaand aan de verkiezing door de stemgerechtigden zijn gesteld. Vaak bekrachtigde de kandidaat zijn belofte door er een eed op af te leggen. Capitulaties werden van de 12e tot de 19e eeuw veelvuldig afgesproken bij benoemingen van hoogwaardigheidsbekleders als koningen, pausen en bisschopen. De bedoeling van de capitulatie was veelal het regelen van de competenties van de gekozene en het beperken van zijn bevoegdheden. Daarnaast wilden de stemgerechtigden in de meeste gevallen hun privileges uitbreiden.

## Venetië
In de 12e eeuw moest de doge van de republiek Venetië voorafgaand aan zijn verkiezing in een capitulatie ('promissione ducale') afspraken onderschrijven op politiek en strafrechtelijk gebied. Vanaf de verkiezing van Enrico Dandolo in 1192 werden de capitulaties uitgebreid met enkele beperkingen van de macht van de doge. Hij moest onder meer toezeggen dat hij geen overeenkomsten zou sluiten met de paus, dat hij zich niet zou bemoeien met de benoeming van de patriarch van Venetië en dat hij zich geen goederen van de stad zou toe-eigenen. De capitulatie van Dandolo is de oudst bekende capitulatie die bewaard is gebleven.
In 1229, na het overlijden van doge Pietro Ziani, werd het aantal stemgerechtigden beperkt. Er werd een commissie met vijf leden benoemd die de bevoegdheid kreeg om de capitulatie op te stellen en de uitvoering ervan te bewaken. Deze werkwijze werd ook toegepast bij alle bij latere verkiezingen. De opeenvolgende commissies gebruikten hun ruime bevoegdheden om de macht van de doge geleidelijk verder te beperken en politieke beperkingen op te leggen aan zijn familieleden. De capitulaties werden steeds uitgebreider. In 1789 omvatte de capitulatie bij het aantreden van de laatste doge Lodovico Manin 301 pagina's.
Het was de laatste capitulatie, omdat het ambt van doge, dat inmiddels was uitgehold en louter ceremonieel van aard was, ophield te bestaan in 1797. In dat jaar veroverde generaal Napoleon Bonaparte de republiek Venetië, die vervolgens bij de Vrede van Leoben verdeeld werd tussen Frankrijk en Oostenrijk.

## Polen

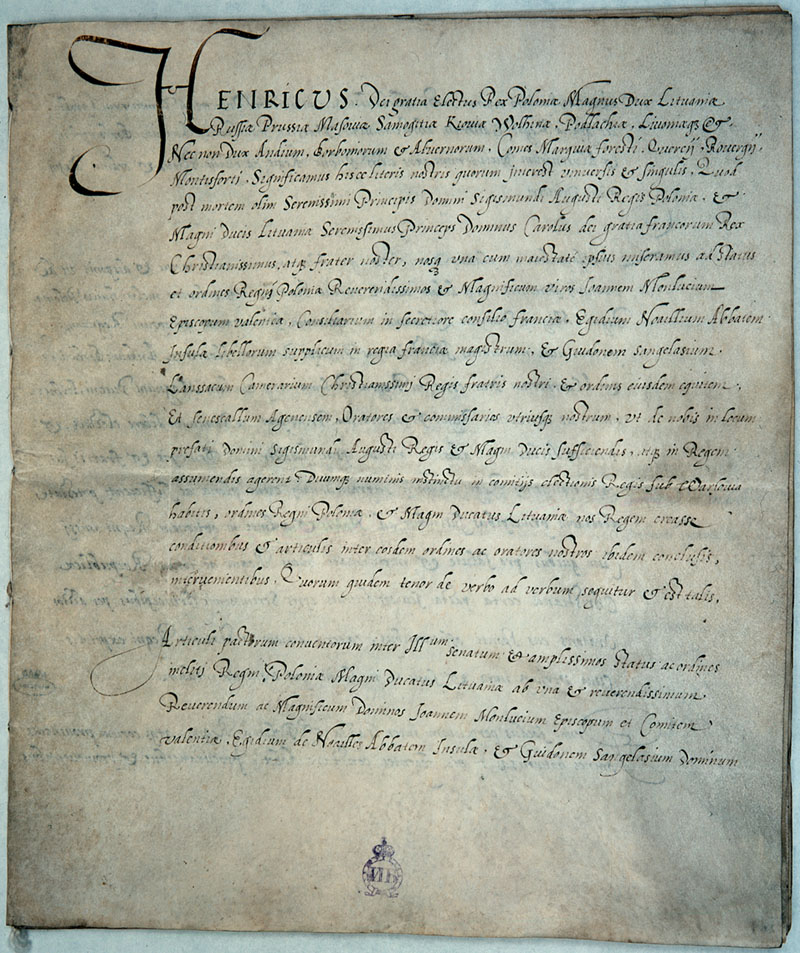
Frontpagina van de Pacta Conventa die in 1573 ondertekend werd door Hendrik van Valois bij zijn verkiezing tot koning van Polen.

Vanaf de vestiging van de Jagiello dynastie in de 15e eeuw werden de Poolse koningen gekozen. Alle edelen van Polen, Litouwen en de andere delen van het Poolse rijk hadden stemrecht, evenals vertegenwoordigers van de belangrijkste steden en van vazallen van Polen. Voor de verkiezing stelden zij een capitulatie ('pacta conventa') op. Hoewel gekozen, bezaten de koningen aanvankelijk een vrijwel absolute macht. Zij werden slechts beperkt door de privileges die zij in de capitulatie verleenden, of die waren verleend door hun voorgangers en door hen bevestigd waren.
Vanaf 1506, toen koning Sigismund I gekozen werd, moest de koning veel van zijn wetgevende macht afstaan aan het parlement. Na de Jagiello dynastie, aan het begin van de 17e eeuw, eisten de stemgerechtigden het recht op om hun trouw aan de koning af te zweren in geval van veronachtzaming van de wet of van de capitulatie. De laatste Poolse koning was Stanislaus II August Poniatowski die werd afgezet in 1795, toen het Poolse rijk werd verdeeld tussen Rusland, Pruisen en Oostenrijk. Daarmee was zijn capitulatie uit 1764 de laatste.

## Het Heilige Roomse Rijk

### Koningscapitulaties

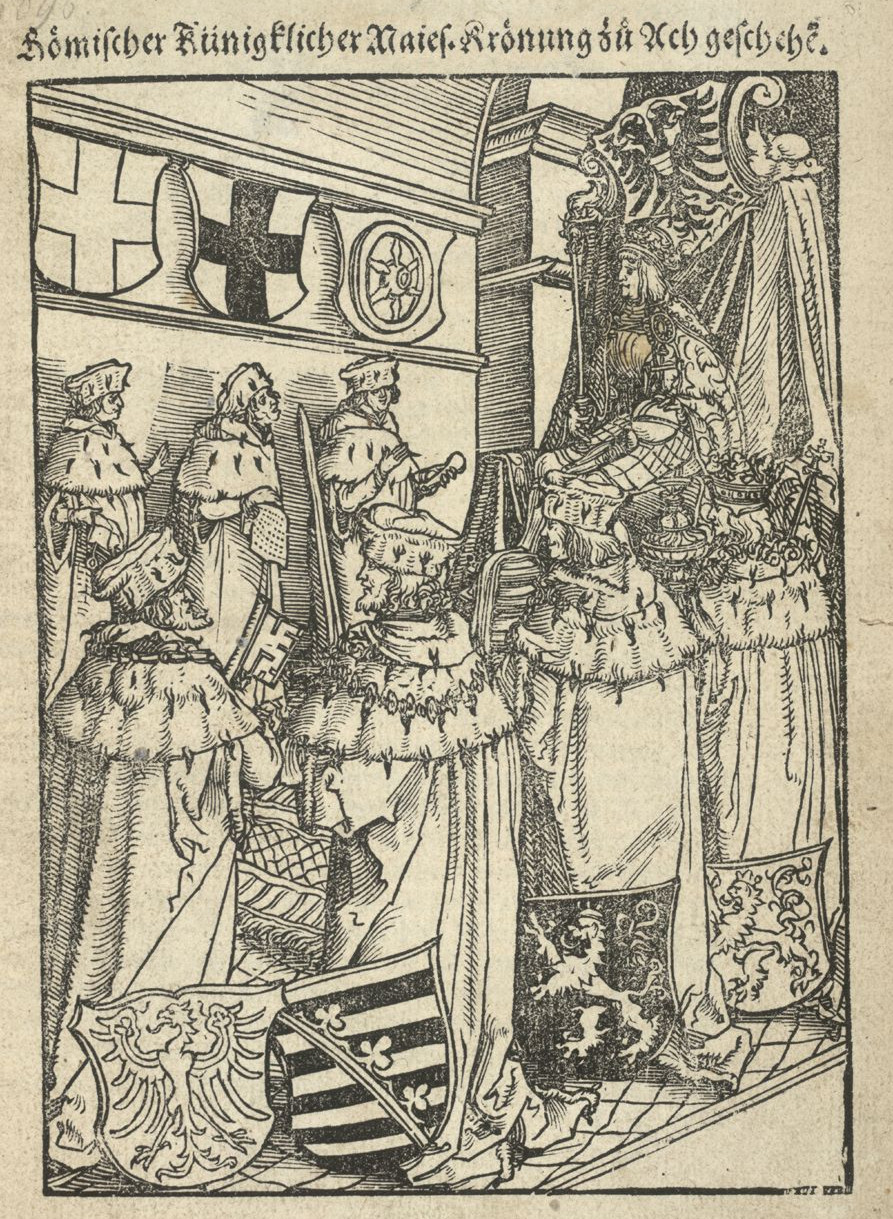
De keurvorsten kronen in 1520 in Aken Karel V, een jaar nadat hij bij zijn verkiezing als eerste Rooms koning met hen een capitulatie had afgesproken.

Aan het eind van de middeleeuwen was het bestuur van het Heilige Roomse Rijk gebaseerd op consensus tussen de keurvorsten en de door hen te kiezen Rooms-Duitse koning. Na hun verkiezing werden de koningen – vaak na langdurige onderhandelingen – door de paus gekroond tot keizer. Belangrijk voor het waarborgen van de consensus was het vermogen van de vorsten om te dicteren aan welke voorwaarden een aanstaande koning moest voldoen. Dit deden ze vanaf de verkiezing van Karel V in 1519 in een document dat bekend staat als capitulatie (Wahlkapítulatíon). Het diende de vorsten als een schriftelijke garantie dat de koning al hun rechten, vrijheden en privileges zou respecteren en dat hij hen toestemming zou vragen bij belangrijke aangelegenheden van het rijk als geheel.
Na de Vrede van Westfalen in 1648, toen het Heilige Roomse Rijk veel gebieden moest afstaan, werd geprobeerd de macht van de koning te beperken en vast te leggen in een 'eeuwigdurende capitulatie'. Dat mislukte. In de 18e eeuw werd het weer geprobeerd. Ook toen mislukte het om de capitulatie definitief te maken. Wel werd het concept daarvoor opgenomen in de capitulaties van Karel VI in 1711, Karel VII in 1742 en Frans I in 1745. Als gevolg daarvan waren de bevoegdheden van de koning zo ver beperkt dat Frans II in 1806, aan het einde van het Heilige Roomse Rijk, alleen nog symbolisch de heerser was.

### Bisschopscapitulaties
In de 10e eeuw had de keizer het ultieme beslissingsrecht verworven bij de benoeming van bisschoppen in het Heilige Roomse Rijk.  Bij het Concordaat van Worms in 1122 werd vastgelegd dat bisschoppen in het Heilige Roomse Rijk voortaan gekozen dienden te worden door kapittels. De keizer behield het recht om  een wereldlijke machtspositie aan een nieuwgekozen bisschop toe te kennen, die daarmee prins-bisschop werd. Vanaf begin 13e eeuw verloren de meeste kapittels hun stemrecht en mochten alleen de kathedrale kapittels nog de bisschop kiezen. Rond die tijd kwamen de kanunniken van het kapittel van Mainz onderling overeen iemand alleen tot bisschop te kiezen, als hij vooraf beloofde geen financiële bijdragen van de geestelijkheid te eisen. De daarop volgende capitulaties beperkten stapsgewijs de macht van de bisschop en vergrootten de privileges van de kanunniken. Capitulaties werden gaandeweg gebruikelijk in vrijwel elk bisdom van het Heilige Roomse Rijk.
In de Rijksdag die in 1522 in Neurenberg werd gehouden, werd bepaald dat capitulaties die voorwaarden bevatten waarin de jurisdictie of de voorrechten van de bisschop of van zijn bisdom werden beperkt, geen rechtskracht bezaten, zelfs als de bisschop een eed had afgelegd om ze uit te voeren. Ook meerdere pausen uit de periode 1227-1754 verboden de capitulaties en verklaarden ze ongeldig. Op overtreding stonden strenge straffen, variërend van schorsing tot excommunicatie. Toch bleven de capitulaties tot het einde van het Heilige Roomse Rijk bestaan, deels omdat de inrichting van kerkelijke staten er vaak op gebaseerd was, deels omdat dergelijke voorrechten van kapittels in 1648 werden erkend bij de Vrede van Osnabrück, en deels omdat de keizers aan het begin van hun bewind beloofden om het gewoonterecht van kanunniken te beschermen.

## De Rooms-Katholieke Kerk

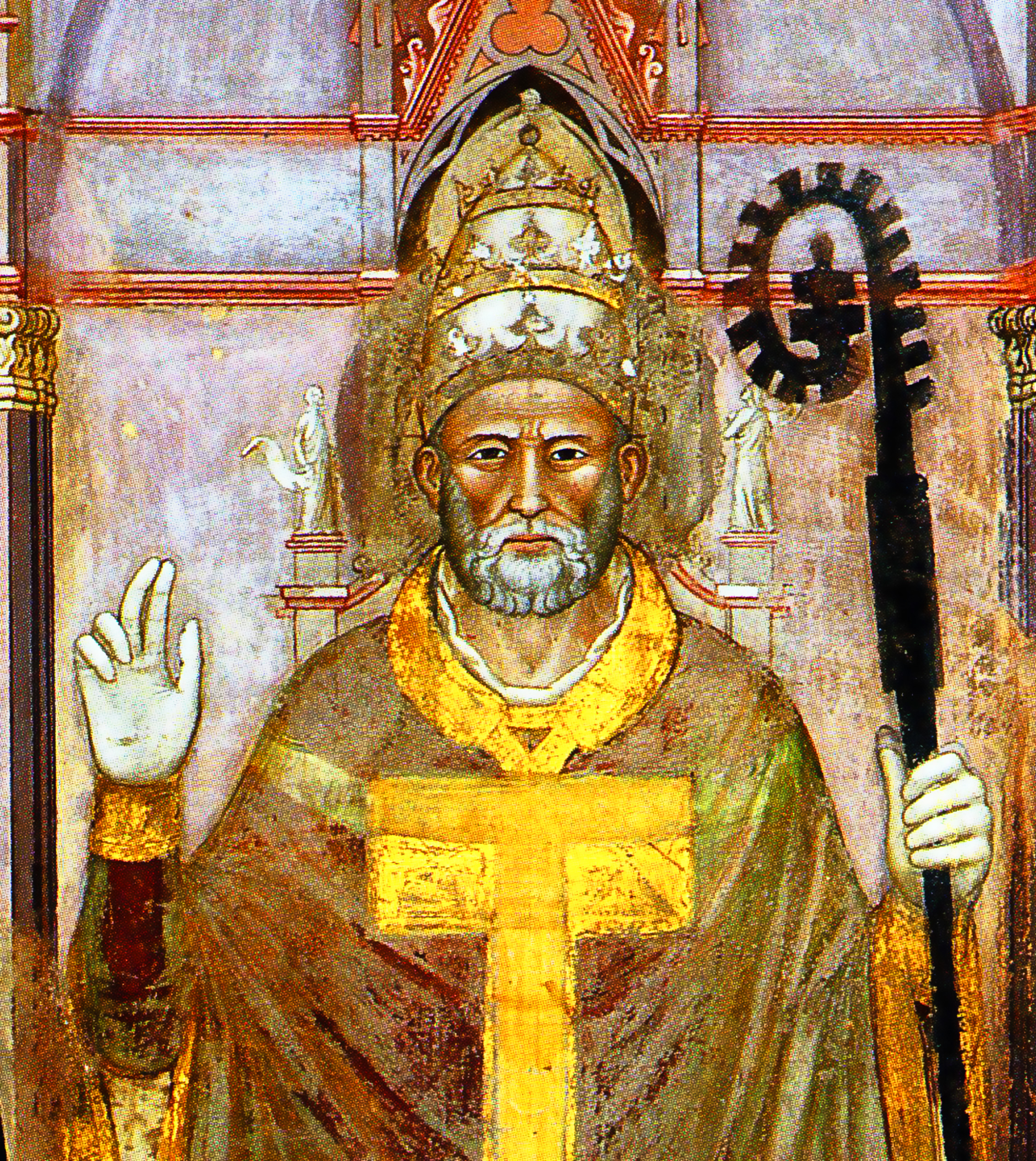
Innocentius VI, de eerste paus die een capitulatie ondertekende en de eerste paus die een capitulatie herriep.

Verkiezing van de paus als hoofd van de Rooms-Katholieke Kerk vindt sinds 1271 plaats tijdens een conclaaf waarin het college van kardinalen samenkomt. Het eerste conclaaf waarin sprake was van een capitulatie ('capitolazione' of 'capitolati elettorali') vond plaats in 1352. Alle kardinalen legden de eed af dat ze de capitulatie zouden naleven, mochten zij gekozen worden. De overeenkomst bepaalde onder andere dat het college recht van veto had over tal van pauselijke beslissingen en beleidsmaatregelen. De bevoegdheden van de paus tot de benoeming of de afzetting van kardinalen werden ingeperkt, en hij werd verplicht alle inkomsten gelijkelijk met het college van kardinalen te delen.
Het conclaaf koos Innocentius VI tot paus omdat hij aanvaardbaar was voor de Franse koning en bekend stond als groot voorstander van de capitulatie. In 1353 verklaarde hij de capitulatie ongeldig, omdat de kardinalen, in strijd met een edict van paus Gregorius X, het conclaaf gebruikt hadden voor andere zaken dan alleen de verkiezing. Hij compenseerde de kardinalen met hogere inkomsten. Deze gang van zaken herhaalde zich bij talrijke latere conclaven. In een eeuwenlange strijd om de macht legden kardinalen voorwaarden op aan de nieuwe paus die ze verwierp zodra hij gekozen was.
Een beslissende wending ontstond tijdens het pontificaat van paus Leo X die werd geconfronteerd met een complot om hem te vermoorden. Leo X liet de samenzweerders in mei 1517 arresteren, waarna hun leider, Alfonso Petrucci, werd geëxecuteerd. Deze gebeurtenis bracht Leo X ertoe te proberen de macht van het college van kardinalen voorgoed te breken. Hij breidde het college uit van 34 tot 65 kardinalen waarmee hij een ruime meerderheid wist te verkrijgen. Hij voerde een aantal nieuwe regels in en zette zo de laatste stap om de pauselijke suprematie over het college te realiseren. Als individuen bleven de kardinalen fungeren als belangrijke pauselijke adviseurs, maar het college als geheel verloor zijn aanspraak op de positie van belangrijkste bestuursorgaan van de Kerk.
Omdat de capitulaties vaak geheel of gedeeltelijk gericht zijn op persoonlijke of groepsbelangen van de kardinalen, werden ze door meerdere pausen verboden. Een duidelijk verbod werd van kracht met de apostolische constitutie 'Vacante Sede Apostolica' van 1904, uitgevaardigd door Pius X. Deze wet werd in 1945 bekrachtigd en aangevuld door Pius XII. Over capitulaties vermeldt het document: 'Beloften om te stemmen voor of tegen een bepaalde kandidaat en overeenkomsten voorafgaand aan het kiezen van de succesvolle kandidaat gemaakt, zijn nietig'.
Deze bepaling – die niet voorziet in sancties in geval van overtreding – is herhaald in alle latere documenten over het conclaaf. Toch zijn capitulaties nog regelmatig voorgekomen en worden ze soms ook uitgevoerd. Althans, volgens Italiaanse journalistieke bronnen onder wie de Vaticaan-watcher van L'Espresso Sandro Magister; de betreffende documenten worden – zo ze al bestaan – niet gepubliceerd. Volgens Magister bevatten veel journalistieke artikelen aanwijzingen dat Johannes XXIII in 1958 overeenkomstig een afgesproken capitulatie kardinaal Domenico Tardini tot staatssecretaris benoemde, dat Paulus VI in 1963 gekozen werd nadat hij had toegezegd het Tweede Vaticaans Concilie door te zetten en dat Johannes Paulus I in 1978 beloofde dat hij als paus de door velen gevreesde Giovanni Benelli niet zou benoemen tot minister van Buitenlandse Zaken.
In het conclaaf van 2013 waarin paus Franciscus werd gekozen zijn – naar verluidt – geen capitulaties afgesproken tussen de kardinalen. Wel heeft Franciscus herhaaldelijk beleden dat hij zich gebonden voelt aan enkele aanwijzingen die de kardinalen hem tijdens de pre-conclaafvergaderingen hebben verstrekt. In een interview op 29 juni 2014 met het dagblad 'Il Messaggero' zei Franciscus: "Op het programma (van kerkelijk bestuur) volg ik wat de kardinalen vroegen tijdens de algemene congregaties voor het conclaaf. Ik ga in die richting. De raad van acht kardinalen, een extern orgaan, werd daar geboren. ... Mijn beslissingen zijn de vrucht van de pre-conclaafvergaderingen. Ik heb niets alleen gedaan".